# 学研の図鑑
学研の図鑑（がっけんのずかん）は、日本の出版社・Gakkenが刊行する図鑑のブランド。2020年代の時点では「学研の図鑑」を共通ブランドとしつつこのレーベル名で刊行されている図鑑は後述する企画に限定されており、数多くのサブレーベルに分かれている。

## 沿革
1947年に創業した学習研究社（のち学研ホールディングス）が最初に刊行した学習図鑑は、1956年から翌57年にかけて刊行された「天然色生物図鑑」シリーズ全5巻（第1巻『天然色植物図鑑 草花編』、第2巻『天然色昆虫図鑑』、第3巻『天然色魚貝図鑑』、第4巻『天然色動物図鑑』、第5巻『天然色植物図鑑 野草編』）であった。
1960年代に学習図鑑市場で一強体制を築いていた小学館に対抗すべく、1970年に現在まで形を変えながら続く「学研の図鑑」レーベルが創刊される。6つの円形をあしらった表紙デザインは1964年東京オリンピックのピクトグラム開発に携わった道吉剛が担当していた。その後「学研の図鑑」レーベルのシリーズ累計発行部数は2000万部以上に達した。同レーベルは1990年代前半まで既刊の改訂を繰り返しながら版を重ねたが、1980年代中盤からは「学研の観察図鑑」「原色ワイド図鑑」など分野や対象年齢別に多くのレーベルが派生し、既刊レーベルであった「学研の図鑑」は1999年に「ニューワイド学研の図鑑」へリニューアルして現在に至っている。
2000年代の主力レーベルは「ニューワイド学研の図鑑」であったが、旧「学研の図鑑」と同じB5判のものも2007年（平成19年）に「ジュニア学研の図鑑」として刊行を再開した。2011年には講談社が創刊したDVD付きの「動く図鑑 MOVE」が市場を席捲したことにより、事実上これに対抗する形で2014年にDVD付きの「学研の図鑑LIVE」が創刊している。

### コラボレーション
学習図鑑業界のシェア争いの中で存在感を示すべくキャラクターをテーマとした図鑑企画を2019年から刊行しており、大判で一覧性の高い図鑑を用いてキャラクターを独自の視点で分類比較した事が話題となり異例の売り上げを記録した。本図鑑を担当する幼児・児童事業部コンテンツ戦略室長の芳賀晴彦室長は図鑑のデザインが昭和をイメージしていることから「昭和の雰囲気」を取り扱うテーマの条件と公表している。
2019年にゆでたまごの漫画『キン肉マン』の連載開始40周年、2020年に『学研の図鑑』創刊50周年の節目を迎え、それを記念したコラボレーションとして2019年5月23日に「学研の図鑑」『キン肉マン「超人」』が発売。発売前にインターネットでの予約が3万件を超え、初刷部数は10万部となった。その後売上目標の3倍を上回る10万部を売り上げた。「キン肉マンに登場する超人が現実世界に存在したとしたら?」をコンセプトに「正義超人」「悪魔超人」等の属性ではなく「魚類のなかま」「哺乳類のなかま」等35種に分け700人以上を紹介した。芳賀室長がキン肉マンシリーズの超人デザインや必殺技の募集企画に熱心に投稿し「ジャンクマン」等が採用された熱烈なファンで超人図鑑を子供の頃から着想しており、学研入社後同僚の知人だった中野和雄の紹介で原作者ゆでたまごと交流を行い、自身の手掛けた辞典をゆでたまご嶋田隆司の娘に贈った際に嶋田が「キン肉マンで辞典を作って欲しい」との感想からビジュアルの活きる図鑑の制作を提案し許諾を得て制作に至った。また2022年には『学研の図鑑 キン肉マン「技」』が発売された。
2021年4月には特撮『スーパー戦隊シリーズ』45作品を記念して「学研の図鑑」『スーパー戦隊』が発売されている。2021年8月時点で5万6千部を売り上げた。「もしスーパー戦隊が現実世界に存在したらどんな学習図鑑になる?」をコンセプトに戦士約300人、強化形態等のバリエーション約200種、ロボット・乗り物・生命体約300種を紹介した。キン肉マン「超人」のヒットを受けての第二弾として、芳賀室長と過去に英単語辞典制作で関係のあった企画者104の松井大が中心となりスーパー戦隊全話約1000時間を視聴した上で戦士の詳細情報や僅かしか登場しなかったフォームなどヒーローとして登場する全てを掲載する方針とし、戦隊の慣例となっている「営業並び」を採用せず系統で分類する形で御伽草子のイメージで戦隊の系統を解説したり、ビークル類の速さ比べやロボットの透視図などのビジュアルを掲載した。「学研の図鑑」『スーパー戦隊』が、2022年、第53回星雲賞ノンフィクション部門を受賞した。

### 発行元の変遷
- 1970年3月 - 2009年9月 ‥ 学習研究社
- 2009年10月 - 2015年9月 ‥ 学研教育出版（学研の持株会社化に伴い児童書部門を分社）
- 2015年10月 - 2022年9月 ‥ 学研プラス（学研教育出版・学研パブリッシング・学研マーケティングの合併による）
- 2022年10月以降 ‥ Gakken（学研プラス・学研教育みらい他の合併による）

## 主なレーベル
基幹レーベルであった「学研の図鑑」としての刊行は1998年11月20日刊の「鉄道・自動車」「イヌとネコ」を最後に終了しており、以降は前述のコラボレーション企画限定での使用となっている。
原色ワイド図鑑
1971年に創刊。当初は「原色学習ワイド図鑑」として刊行。「学研の図鑑」ブランドの最上位に位置付けられている。1994年改訂版まではラインナップに歴史・地理など社会科を含んでいたが、現行の2002年改訂版はこれらを除外して理科分野に特化したものとなっている。
- 原色学習ワイド図鑑（1973年版） - 全25巻
- 原色ワイド図鑑（1984年改訂版） - 全25巻+総索引
- 原色ワイド図鑑（1994年改訂版） - 全26巻
- 原色ワイド図鑑（2002年改訂版） - 全10巻

ニューワイド学研の図鑑
1999年にそれまでの基幹レーベルであった「学研の図鑑」レーベルをリニューアルする形で創刊。ただし、判型が従来のB5判からAB判に拡大されており対象年齢も未就学児を含むなどやや引き下げられている。サブレーベルに「観察ブック」「工作ブック」「シールずかん」やサブカルチャーを扱う「ニューワイド学研の図鑑i」などがある。
ジュニア学研の図鑑
2007年に旧「学研の図鑑」と同じB5判で創刊。「ニューワイド」よりもやや対象年齢が高く、公式にはこちらの方が旧「学研の図鑑」の直接的な後継レーベルとされている。
学研の図鑑LIVE
2014年創刊。各巻とも英国放送協会(BBC)制作の映像を収録したDVDが付録になっている他、スマートフォンを通してAR映像の試聴に対応したページも含まれている。シリーズ累計発行部数は100万部以上。
創刊時には『秘密結社鷹の爪』とのコラボレーションを実施した。